# Tiefe Wasserstrecke
Die Tiefe Wasserstrecke (auch Bergmannstroster 24. Strecke genannt) war eine schiffbare Sumpfstrecke, welche die in den tiefsten Gruben der Burgstätter und später Rosenhöfer sowie Zellerfelder Gangzüge anfallenden Grubenwasser sammelte. Später wurde die Tiefe Wasserstrecke mit dem tiefsten Wasserlösungsstollen des Oberharzer Bergbaus, dem Ernst-August-Stollen, durchschlägig.

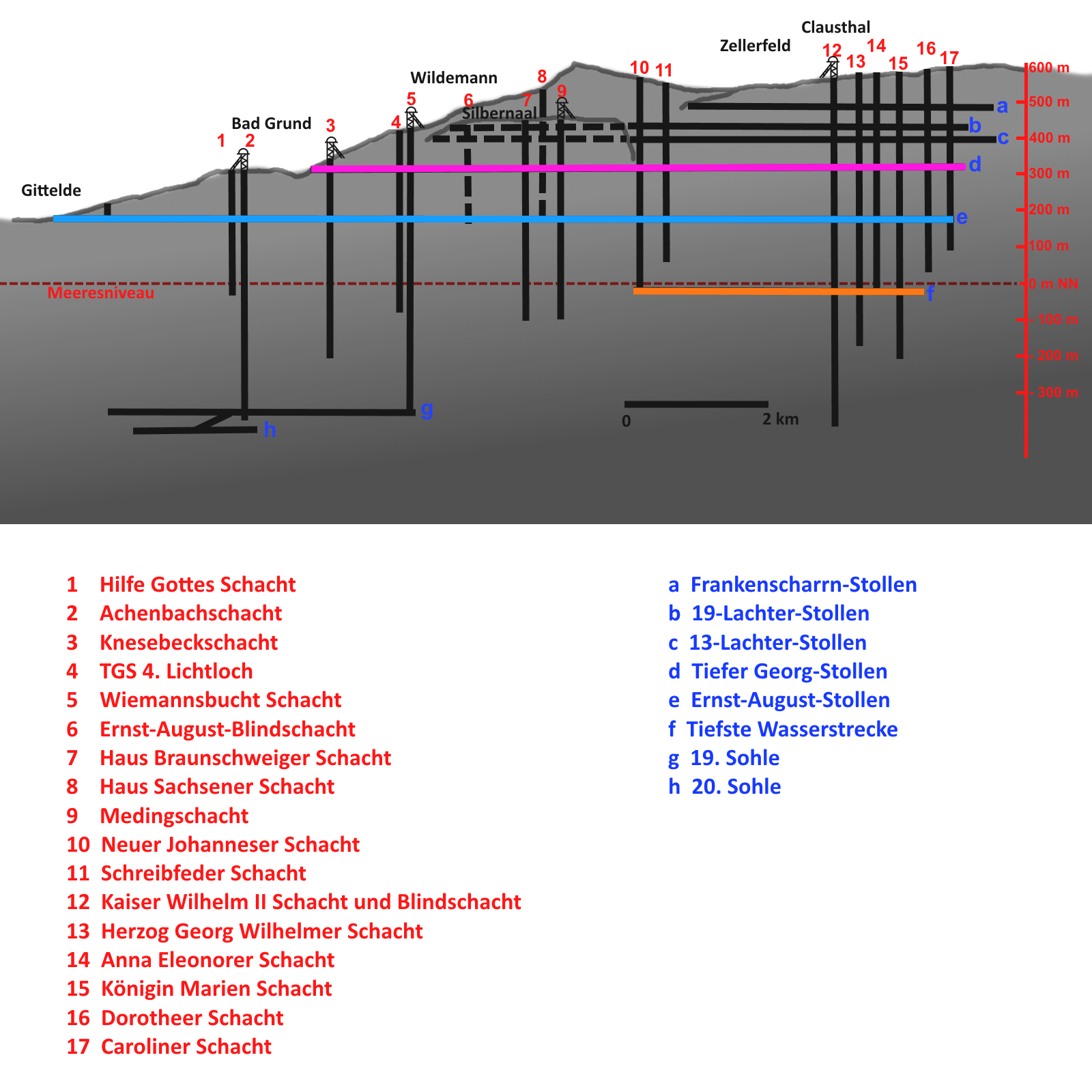
Querschnitt der Wasserlösungsstollen im Oberharz. Die Tiefe Wasserstrecke bzw. der Ernst-August-Stollen sind hellblau markiert (Buchstabe e).

## Geschichte

### Planung
Bereits vor der 1799 erfolgten Fertigstellung des Tiefen Georg-Stollens erkannte man die Notwendigkeit eines noch tieferliegenden Stollens im Burgstätter Revier. Dies war vor allem notwendig, da der Oberharzer Bergbau unter den Folgen einer französischen Besatzung des ganzen Landes litt. Diese hatte eine erhöhte Metallproduktion und das Aufbrauchen von Erz-Reserven zur Folge. Es war vorgesehen, die Grubenwasser aller unterhalb der Tiefen Wasserstrecke liegenden Grubenbaue zu sammeln und sie danach zentral auf den Tiefen Georg-Stollen zu heben.

### Bau
Man begann erst vier Jahre später, im Jahr 1803, mit dem Auffahren der Tiefen Wasserstrecke, die sich 60 Lachter (115 m) unter dem Tiefen Georg-Stollen befand und auf den Clausthaler Gruben durchschnittlich 370 m Teufe einbrachte. Anfänglich sollte diese Sumpfstrecke nur unter dem Burgstätter Gangzug verlaufen und wurde in den unteren beiden Grubenrevieren begonnen. Wegen ausreichender Wasserkraft wurde der Schacht der Grube St. Lorenz als Hauptkunstschacht gewählt. Die Tiefe Wasserstrecke stand größtenteils in festem Gestein, nur an einigen Stellen war eine Gewölbemauerung notwendig.
Ab 1808 erfolgte eine Erweiterung von der Grube Anna Eleonore bis zur Grube Caroline (Clausthal).
Da der Ertrag der Grube Caroline ab 1814 konstant abnahm, wurde 1815 entschieden, den Silbersegener Schacht als neuen Hauptkunstschacht weiter seiger abzuteufen (von 1817 bis 1825). Dies war weiterhin erforderlich, da für die Ausdehnung in das Rosenhöfer Revier ein neuer Tagesschacht benötigt wurde. Auf dem Burgstätter Gangzug wurde der Schacht der Grube St. Elisabeth bis zur Tiefen Wasserstrecke abgeteuft.
Der Clausthaler Maschinendirektor Johann Karl Jordan wurde 1820 damit beauftragt, eine Möglichkeit zu entwickeln, die Grubenwasser der Tiefen Wasserstrecke auf den Tiefen Georg-Stollen zu heben. Dafür wurde eine neue Art von Wassersäulenmaschine nach brendelscher Bauart im Silbersegener Richtschacht vorgesehen. Zusammen mit dem bayerischen Erfinder Georg Friedrich von Reichenbach erfolgte eine Optimierung der Wassersäulenmaschine durch einen aufgebauten Gegendruck bei der Rückgabe des Aufschlagwassers, wodurch die Laufruhe verbessert wurde. Hierzu wurde eine Maschinenkammer unterhalb des Tiefen Georg-Stollens im Silbersegener Richtschacht notwendig. Nach der 1824 erfolgten Genehmigung des Bergamtes Clausthal nahmen 1830 die erste und 1835 die zweite Wassersäulenmaschine ihren Betrieb auf und arbeiten bis zur Anbindung der Tiefen Wasserstrecke an den Ernst-August-Stollen fehlerfrei.
Am 15. Juli 1827 erfolgte der letzte Durchschlag zwischen dem St. Lorenzer und Silbersegener Schacht. Ab 1828 erfolgte von der Grube St. Lorenz aus eine Erweiterung über die Grube Ring und Silberschnur zur Grube Silberne Schreibfeder der dortigen Grube Regenbogen. Somit waren 1828 alle Gruben der Burgstätter und Rosenhöfer Gangzüge an die Tiefe Wasserstrecke angebunden.
Bei Fertigstellung betrugen die einzelnen Streckenlängen inklusive Querschlägen von der Grube Caroline bis zur Zellerfelder Grenze 1585,625 Lachter, von der Grube St. Lorenz bis zum Altensegener Schacht 709,625 Lachter, zusätzlich im Rosenhöfer Gangzug 519,875 Lachter und im Zellerfelder Gangzug 632,625 Lachter. Die Gesamtlänge betrug somit 3447,75 Lachter (6633 m).

### Nutzung
1833 begann man die Erzschifffahrt mithilfe von Holzkähnen. Die Boote hatten eine Länge von 9,76 m, eine Breite von 1,38 m und eine Höhe von 0,97 m. Der Laderaum konnte drei Holzkästen mit jeweils 0,8 m³ Inhalt aufnehmen. Die Nutzlast betrug 3,6 t bei einem Tiefgang von 0,7 m; der Tiefgang unbeladener Kähne betrug 0,26 m. Die Haltbarkeit sollte 15 Jahre betragen, war aber in der Realität viel geringer.
Dämme aus Mauerwerk oder Rasen stauten das Wasser auf der Tiefen Wasserstrecke auf eine Höhe von 1,3 m, höchstens waren 1,44 m möglich. Die Anlegestellen für die auf dem Burgstätter Gangzug abgebauten Erze befanden sich direkt an den Schächten Silbersegen und Alter Segen. Unter der Firste war das so genannte Ruderseil gespannt und mit Schellen befestigt. Dieses Seil musste aufgrund häufigen Rostens oft getauscht werden. Die so genannten Schiffer zogen sich am Ruderseil entlang und erreichten maximal 0,2 m/s mit einem beladenen Kahn.
Auf dem Burgstätter Gangzug (Grube Herzog Georg Wilhelm und Grube Anna Eleonore) erfolgte zu dem Zeitpunkt der Abtransport der Erze nur noch „blind“. So wurde das abgebaute Erz oberhalb der Tiefen Wasserstrecke in Füllrollen geschüttet und am anderen Ende in die Schiffskästen verladen. Auf diese Weise wurde der Abbau der Erze von der Schifffahrt unabhängig.
Die transportierten Mengen lagen anfänglich bei 100 bis 120 Zentnern Erz (ca. 5000 bis 6000 kg), wobei durch 14 Mann jährlich 1800 Treiben (72.000 Tonnen) transportiert wurden. Eine Schicht- und Fahrordnung gewährleistete einen reibungslosen Ablauf.
Die Länge der schiffbaren Strecken betrug im Burgstätter Gangzug 1182 Lachter, von der Grube St. Lorenz bis zum Altensegener Schacht 709,5 Lachter und im Rosenhöfer Gangzug 348 Lachter. Somit war die Gesamtlänge 2239,5 Lachter (4308 m).
Ab 1846 wurde das 4. Lichtloch des Tiefen Georg-Stollens um 50 Lachter auf die Tiefe Wasserstrecke abgeteuft, um dort Exploration durchzuführen. Dies war Teil des Versuches „Neuer Bergstern“, welcher auf den Silbernaaler, Bergsterner und Rosenhöfer Gangzügen durchgeführt wurde.

### Durchschlag mit dem Ernst-August-Stollen
Schon ca. 1827 wurde erkannt, dass die Kapazitätsgrenzen der Tiefen Wasserstrecke und insbesondere des Tiefen Georg-Stollens fast erreicht waren. Es wurde schließlich entschieden, die Tiefe Wasserstrecke bis an den Harzrand durchzutreiben. Hierzu wurde von 1851 bis 1864 der Ernst-August-Stollen auf dem Niveau der Tiefen Wasserstrecke aufgefahren und mit dieser verbunden. Dies hatte nur geringe Betriebsveränderungen auf der Tiefen Wasserstrecke zur Folge.

### Tiefste Wasserstrecke
Nach der im Rahmen des Allgemeinen Berggesetzes für die Preußischen Staaten neugeschaffenen Grubenverwaltung im Jahr 1865 entschied die Berginspektion Clausthal, dass eine Modernisierung und Zentralisierung der Gruben erforderlich war. Neben anderen Maßnahmen schuf man deshalb eine neue Sumpfstrecke nach dem Vorbild der Tiefen Wasserstrecke, welche als Tiefste Wasserstrecke bezeichnet wurde. Diese verlief 120,25 Lachter (231 m) unterhalb des Ernst-August-Stollens und somit 18,4 Lachter (35 m) unter dem Meeresspiegel der Nordsee.
Diese Tiefste Wasserstrecke hatte vor allem den Vorteil, die Erze der Zellerfelder Gruben mit den Burgstätter Erzen zentral im Ottiliae-Schacht zu Tage fördern zu können. Weiterhin wurde dem Burgstätter Revier Berge vom Zellerfelder Revier zugeführt.

### Modernisierung und Stilllegung
1868 wurde erstmals geplant, die inzwischen veraltete Erzkahnförderung durch eine maschinelle Förderung zu ersetzen. Nach dem Abteufen des Ottiliae-Schachts, dem Durchschlag mit der Tiefen Wasserstrecke und der 1871 erfolgten Ausrüstung des Schachts mit einer Dampfförderung wollte man zumindest einen maschinellen Antrieb für die Kähne einsetzen. Beide Pläne wurden aus Kostengründen nicht realisiert.
In den 1870er-Jahren wurden die Holzkähne nach und nach durch Eisenkähne ersetzt. Diese waren länger und konnten vier Kästen aufnehmen, womit sich eine Nutzlast von 4,8 t ergab. Zwischen 1873 und 1899 wurden täglich 270 t Erz mit den Kähnen zum Ottiliae-Schacht transportiert. Im Bereich des Herzog-Georg-Wilhelm-, Königin-Marie- und Kaiser-Wilhelm-Schachts waren bis zum Ende der Erzschifffahrt Füllrollen angebracht. Acht bis neun Schiffer legten gleichzeitig bei den Füllrollen ab, passierten leere Schiffe an Ausweichstellen und lieferten ihr Schiff am Ottiliae-Schacht direkt bei Anschlägern ab. Die Schiffer stiegen sofort in leere Kähne um, die sich in einer Umbruchstrecke befanden. Diese Umbruchstrecke fasste bis zu 17 Kähne. Die Anschläger befestigten nacheinander die Kästen an Ketten, die dann im Ottiliae-Schacht zu Tage gefördert wurden. Pro Kasten betrug die Förderzeit drei Minuten, pro Kahn 10 bis 12 Minuten. Pro Schicht legte ein Schiffer mit seinem Kahn ein bis zwei Fahrten zurück.
Zwischen 1900 und 1905 wurde der Betrieb temporär eingestellt, da man den Ottiliae-Schacht modernisierte und bis auf die Sohle der Tiefsten Wasserstrecke abteufte. Unmittelbar danach wurde die Erzschifffahrt nach 70 Jahren modernisiert, indem man sie durch eine Grubenbahn ersetzte. Dieses Förderverfahren hatte sich bereits auf der Tiefsten Wasserstrecke bewährt.
1930 erfolgte die Einstellung des Bergbaus um Clausthal-Zellerfeld und somit auch auf der Tiefen Wasserstrecke. Heutzutage sind sämtliche Grubenbaue unterhalb ihrer Sohle abgesoffen.

## Kosten
In der Zeit von 1803 bis 1827 kostete das Auffahren ohne die Kosten der Schächte 192.000 Reichstaler. Davon entfielen auf den Abschnitt von der Grube St. Lorenz bis zum Silbersegener Schacht 94.000 Reichstaler.
Die in der Anfangszeit genutzten Holzkähne kosteten 250 Mark (ℳ)/Stück. Dazu kamen jährliche Reparaturkosten von 60 ℳ. Die später genutzten Eisenkähne kosteten 1100 ℳ/Stück, die Reparaturkosten waren aber geringer.